# Cửa khẩu Naphao
Cửa khẩu Naphao hay cửa khẩu Na Phao là cửa khẩu quốc tế đường bộ ở huyện Bualapha tỉnh Khammuane, CHDCND Lào .
Cửa khẩu Na Phao là điểm cuối của Quốc lộ 12 (Lào), trên vùng đỉnh đèo Mụ Giạ. Cửa khẩu Na Phao thông thương với cửa khẩu Cha Lo 17°40′42″B 105°45′53″Đ / 17,67833°B 105,76472°Đ tại vùng đất bản Cha Lo xã Dân Hóa huyện Minh Hóa tỉnh Quảng Bình, Việt Nam .
Quốc lộ 12 (Lào) và quốc lộ 12A Việt Nam hợp thành tuyến AH131 Đông Nam Á.